# クイズ!イチガン
『クイズ!イチガン』は、2012年4月21日（20日深夜）からTBS系列で放送されていた番組である。

## 概要
チームリーダーとそれを支えるサポーター4人で構成された5人1チームが、アミューズメントパーク『クイズ!イチガン』のアトラクションという設定で、出題されるクイズに挑む。アトラクションはどれも、サポーターの成績が良ければ良いほどリーダーが答える問題が簡単になる仕組みとなっており、タイトル通りチーム一丸となって、お互いを助け合う事が求められる。
2012年1月15日に『スパニチ!!』枠でパイロット版を放送したところ好評だったため、レギュラー放送されたが、3ヶ月限定の放送であり、6月末に終了予定ではあったが、7月28日（27日深夜）の放送で終了となった。

## 司会
- 今田耕司 - 「アミューズメントパーク『クイズ!イチガン』の支配人」という設定で支配人風のジャケット[2]を着用しマジックで髭も書いている。某テーマパーク風にゲーム前に小芝居（ゴシップ刑事からの出演者に対するゴシップを脅迫文風に読み上げる）を入れる。
- 青木裕子（当時TBSアナウンサー） - 「『クイズ!イチガン』のキャスト」という設定でメイド服を着用。
- 高橋茂雄（サバンナ） - 今田支配人が入江慎也（カラテカ）率いる「チーム入江」のサポーターとして挑戦するため、「特別従業員」として司会を務める。

## 基本ルール
5人1組の2チームによる対抗戦。数個のアトラクションに挑み、1ゲームクリアごとに定められたポイントを獲得。総獲得ポイントの多いチームの優勝となる（同点の場合は、両チーム優勝）。レギュラー放送では2週完結型になっている。
パイロット版は、優勝チームが最高賞金100万円を賭けたボーナスステージに挑戦できる。レギュラー放送では優勝チームに対し「クイズ!イチガン フリーパス（収録中のスタジオに自由に出入り可能）」が与えられるが、あくまでも「そういう体」であり、もし本当に収録スタジオに来ても無理とされた。また、スペシャルでは優勝チームは賞金50万円を賭けたボーナスステージに挑戦できる。

## 主なクイズ

### ゴースト漢字バスターズ モジタス
1画が抜け落ちた漢字が表示されるので、20秒以内に、1画を補って正しい漢字に直す。
まずサポーター4人に1人1問ずつ、計8問出題。1問正解する度に、リーダーが答える漢字に1画が足される。
サポーターの8問が終わった後、リーダーはサポーターの正解に応じて足された画数に、更に1画1画を補い、正解となる8画の漢字に直す。正解ならポイント獲得。

### 観覧車クイズ 4ワードクロック
くっつきクイズ（4つの単語に共通してつく単語を答える）を出題。記述で解答する。
- 例：(?)カー、(?)キュート、(?)ポイント、(?)バッグ 
  - 正解：エコ（エコカー、エコキュート、エコポイント、エコバッグ）

まずサポーターに対して1人1問出題。この時リーダーは、サポーターが答えている問題を見る事ができない。
サポーター4人が答えた後、リーダーは先程サポーターが答えた問題の正解となった単語から、更に共通してくっつく単語は何かを答える。正解ならポイント獲得。
制限時間は、パイロット版では、サポーター4人×15秒・リーダー20秒。レギュラー版では、サポーター4人とリーダーの5人で60秒。（6月1日放送分のみ5人で80秒）。

### 正解さがしマスパレード!
ロゴやマーク、写真の一部分が異なるものが2～6種類用意され、その中から正しい物を選ぶ。選択肢をキャラクター（「黒のBooBo」とBooBoをモチーフにした「緑のチューチュ」「ピンクのピョンピョ」「オレンジのガオーガ」「青のパオーパ」「黄色のキリン」）が持っており、キャラクターを指定して解答する。
最初は6択だが、1問正解する度に正解を持っていたキャラクターが退場して、選択肢が1個減る。
まずサポーター4人（1人目～4人目）が答えた後、リーダー（5人目）が解答。前述のルールにより、リーダーが答える問題はサポーターの結果に応じて2～6択で変動する。リーダー正解でポイント獲得。

### スペースツアーズ センビキ
シークワーズの要領で5×5の表に入れられた25マスの文字の中から2文字以上で構成されているお題の単語を6つ探す。サポーターの解答は1回のみでわからない場合はパスも可能。リーダーは時間内に残る全ての単語（サポーターの正解数により2～6個）を答えることができればポイント獲得。
制限時間は5人合わせて80秒。

### ビックリハウス! まざるんデス
漢字の部首がバラバラに入れ替えられた二字熟語が表示されるので、元の二字熟語は何かを答える。
まずサポーター4人に1人2問ずつ、計8問出題。
サポーターの8問が終わった後、リーダーに対して1問出題。リーダーには、サポーターが間違えた問題数と同数の文字の熟語が出題され（4問不正解なら四字熟語、最大で八文字の熟語となる）、これに正解すればポイント獲得。
6月1日放送分以降はサポーター1問正解につき10ポイント加算。さらにリーダーがサポーターが間違えた文字数分の問題に正解すれば獲得ポイントが倍になる。また、8問パーフェクトの場合はリーダーが答えずにその時点で200ポイント獲得。

### 4択の迷宮 呪いのミラー
パイロット版の最終ステージ。
予めリーダーは「魔法で姿を変えられてしまった」という設定で特別なボックスに入り、特殊なレンズで顔面をゆがまされた状態でモニターに表示される。
サポーターは2人1組となり、2組対2組で早押し映像4択問題に挑戦。出題された問題に対して、早押しで解答権を獲たペアは、1人目が問題の答えを示してる画像を選び（1番～4番の中から番号で解答）、2人目が問題の答えを答える。2人とも当たっていれば正解。
2組合わせて2問正解したチームは、そのリーダーが相手チームのサポーターと対決。リーダーは、4択及び問題の答えを1人で両方答える。リーダー正解で勝利となり、50ポイント獲得。ただしリーダーが不正解したり相手チームのサポーターが正解した場合は、0問正解に戻り、サポーター同士の早押しからやり直す。

### フリーフォールdeヨンデミーナ
フリーフォールで落下しているという設定で、落下中の映像に表示された漢字一文字を答える。
まずサポーターが、順番に落下速度（低速→中速→高速→超高速）が上がっていく問題に1人1問ずつ答える。ただし、フリーフォールは途中で止まったり一旦上昇するアクションを起こしたり、カウントダウン無しで急に落下することもある。
サポーターが4問挑戦後リーダーが挑戦、落下速度はサポーターの正解数に応じて決まる（全問不正解で最高速、1問正解ごとに高速→中速→低速→超低速にダウンする。）。リーダーが正解すればポイント獲得。
パイロット版では優勝チームが挑戦するボーナスステージとして登場。サポーター1人目（超低速）から徐々に落下速度が上昇し、サポーターが1人正解する度に賞金25万円を積み立て。最後にリーダーが最高速の問題に挑戦、正解ならサポーターが積み立てた分の賞金を獲得、不正解なら賞金ゼロ。
レギュラー版スペシャルでは優勝チームが挑戦するボーナスアトラクションとして登場。パイロット版同様1人目（超低速）から徐々に難易度の上がる問題に1人ずつ挑戦。5人連続正解で賞金50万円獲得、1人でも間違えた時点で終了。

## 放送記録
名前の太字はチームリーダー、チーム名の太字は優勝チーム（双方にある場合は同点優勝。）
| 放送日                         | Aチーム | Bチーム |
| ------------------------------ | --- | --- |
| 2012年1月15日 （パイロット版） | 最高の人生の終り方チーム 大友康平 磯野貴理子 橋本真実 狩野英孝 後藤輝基（フットボールアワー）                       | 女芸人チーム 大久保佳代子（オアシズ） 鈴木拓（ドランクドラゴン） アンガールズ（田中卓志・山根良顕） 近藤春菜（ハリセンボン）                         |
| 2012年4月21日 2012年4月28日    | TEAMジャニーズ 北山宏光（Kis-My-Ft2） Kis-My-Ft2（宮田俊哉・玉森裕太） A.B.C-Z（橋本良亮・戸塚祥太）                | TEAM IMALU IMALU 高橋茂雄（サバンナ） やついいちろう（エレキコミック） 児嶋一哉（アンジャッシュ） 田中卓志（アンガールズ）                           |
| 2012年5月5日 2012年5月12日     | TEAM Jリーグ 千原ジュニア（千原兄弟） サバンナ（高橋茂雄・八木真澄） 岩尾望（フットボールアワー） タケト（Bコース） | TEAM乃木坂46 桜井玲香 白石麻衣 松村沙友理 橋本奈々未 高山一実 西野七瀬 生駒里奈 生田絵梨花 中田花奈 井上小百合 市來玲奈 宮澤成良 畠中清羅 星野みなみ |
| 2012年5月19日 2012年5月26日    | TEAMおネエ ミッツ・マングローブ ダイアナ・エクストラバガンザ バビ江 メイリー・ムー ブルボンヌ                       | TEAMハロプロ 矢口真里 新垣里沙 道重さゆみ（モーニング娘。） 嗣永桃子（Berryz工房） 福田花音（スマイレージ）                                          |
| 2012年6月2日 （1時間SP）       | TEAM入江 入江慎也 今田耕司 イトキン（ET-KING） 所英男 河原栄護                                                      | TEAMアッコ 和田アキ子 井戸田潤（スピードワゴン） 山崎裕太 武田修宏 河西智美                                                                          |
| 2012年6月23日 2012年6月30日    | TEAM準ちゃん会 河本準一（次長課長） 品川祐（品川庄司） 手島優 木村卓寛（天津） 黒瀬純（パンクブーブー）             | TEAM TBSアナウンサー 柴田秀一 加藤シルビア 田中みな実 小林悠 吉田明世                                                                                |
| 2012年7月21日 2012年7月28日    | TEAMあっちゃん 中田敦彦（オリエンタルラジオ） 初恋タロー 古坂大魔王 X-GUN（西尾季隆・さがね正裕）                   | TEAMチャラ男 藤森慎吾（オリエンタルラジオ） トータルテンボス（藤田憲右・大村朋宏） 長谷川忍（シソンヌ） おもしろ佐藤（御茶ノ水男子）                 |

## ネット局

### パイロット版
| 放送対象地域  | 放送局                | 系列    | 放送日時                              | 遅れ      |
| ------------- | --------------------- | ------- | ------------------------------------- | --------- |
| 関東広域圏    | TBSテレビ（TBS）      | TBS系列 | 2012年1月15日 14:00 - 14:54           | 制作局    |
| 福岡県        | RKB毎日放送（RKB）    | TBS系列 | 2012年1月26日 20:00 - 20:54           | 11日遅れ  |
| 愛媛県        | あいテレビ（ITV）     | TBS系列 | 2012年1月29日 15:00 - 15:54           | 14日遅れ  |
| 静岡県        | 静岡放送（SBS）       | TBS系列 | 2012年2月4日 15:30 - 16:25            | 20日遅れ  |
| 中京広域圏    | 中部日本放送（CBC）   | TBS系列 | 2012年2月18日 15:00 - 16:00           | 34日遅れ  |
| 大分県        | 大分放送（OBS）       | TBS系列 | 2012年2月21日（20日深夜） 0:25 - 1:20 | 36日遅れ  |
| 青森県        | 青森テレビ（ATV）     | TBS系列 | 2012年2月26日 13:00 - 13:54           | 42日遅れ  |
| 長崎県        | 長崎放送（NBC）       | TBS系列 | 2012年3月10日 13:00 - 13:54           | 55日遅れ  |
| 鹿児島県      | 南日本放送（MBC）     | TBS系列 | 2012年3月18日 10:30 - 11:24           | 63日遅れ  |
| 福島県        | テレビユー福島（TUF） | TBS系列 | 2012年4月1日 15:00 - 15:54            | 77日遅れ  |
| 岡山県 香川県 | 山陽放送（RSK）       | TBS系列 | 2012年6月17日 14:00 - 15:00           | 154日遅れ |

### レギュラー版
| 放送対象地域  | 放送局                | 系列    | 放送期間                | 放送日時                     | 遅れ     |
| ------------- | --------------------- | ------- | ----------------------- | ---------------------------- | -------- |
| 関東広域圏    | TBSテレビ（TBS）      | TBS系列 | 2012年4月21日 - 7月28日 | 土曜 0:20 - 0:50（金曜深夜） | 制作局   |
| 熊本県        | 熊本放送（RKK）       | TBS系列 | 2012年5月1日 - 5月29日  | 火曜 0:25 - 0:55（月曜深夜） | 10日遅れ |
| 青森県        | 青森テレビ（ATV）     | TBS系列 | 2012年5月1日 - 8月7日   | 火曜 23:50 - 翌0:20          | 11日遅れ |
| 北海道        | 北海道放送（HBC）     | TBS系列 | 2012年5月2日 - 8月15日  | 水曜 0:20 - 0:51（火曜深夜） | 11日遅れ |
| 岡山県 香川県 | 山陽放送（RSK）       | TBS系列 | 2012年5月2日 - 7月11日  | 水曜 23:50 - 翌0:20          | 12日遅れ |
| 福岡県        | RKB毎日放送（RKB）    | TBS系列 | 2012年5月4日 - 8月31日  | 金曜 0:20 - 0:50（木曜深夜） | 13日遅れ |
| 福島県        | テレビユー福島（TUF） | TBS系列 | 2012年5月8日 - 9月4日   | 火曜 0:20 - 0:50（月曜深夜） | 17日遅れ |

## 主なスタッフ
- ナレーター：岡亮
- 構成：渡辺健久
- 作家：石津聡、木野聡、江藤美明、中村豪、布広太一
- クイズ作成：日髙大介
- 美術プロデューサー：津留啓亮
- デザイン：野口陽介
- 美術進行：石田博己
- 大道具：卜部徹夫
- 大道具操作：宇津木史高
- アクリル装飾：松本健
- 電飾：照喜名紀央
- 衣裳：津幡真優
- メイク：越智雅代
- TP：辻本豊
- TD・SW：先崎聡
- CAM：小森谷健太朗
- VE：中井章晴
- AUD：左口満寿
- LD：三觜繁
- マルチ：太田和明
- 音響効果：星裕介
- バーチャルCG：秦明弘、武村吉雄
- ゲームクリエイター：渋谷聡、大見昭、藤本弘範
- 編集：森本高生、西山一成、新居和弘、木村雅史
- MA：土屋信
- ペイント：吉沢真純
- CG：富井真
- 美術協力：フジアール
- 技術協力：八峯テレビ、FLT、IMAGICA、インターナショナルクリエイティブ、4-Legs、緑山スタジオ・シティ、Jammy、WillLink
- 編成：時松隆吉
- TK：春日千佳子
- AD：本田哲也、林田昌之
- ディレクター：秋山将慶、白川誠、佐藤謙治
- 演出：水野昴佑
- 監修：奥村達哉
- プロデューサー：石岡茂雄、川島典子
- 制作協力：ディ・コンプレックス
- 製作：TBS